# Lijst van beroemde spoorlijnen en treinen
Sinds de opening van de eerste spoorlijn (1825 tussen Stockton en Darlington) in Engeland is de ontwikkeling van spoorlijnen van groot belang geweest in industriële ontwikkeling van de wereld. Op deze pagina staat een overzicht van spoorlijnen en treinen die wereldberoemd werden. Om hun lengte, om de moeite die het kostte ze te bouwen, of omdat ze de eerste in hun soort waren.

## Spoorlijnen
Een spoorlijn is een traject waarover verschillende treinen kunnen rijden.

### Nederland en België
Nederlandse en Belgische spoorlijnen staan in de Lijst van Nederlandse spoorlijnen dan wel Lijst van Belgische spoorlijnen.

### Europa
- Albulaspoorlijn (CH), van Thusis naar Sankt Moritz; sinds juli 2008 op de Werelderfgoedlijst
- Arlbergspoorlijn (A), van Innsbruck naar Bludenz
- Bergensbanen (N), van Oslo naar Bergen
- Berninaspoorlijn (CH, I), van Sankt Moritz naar Tirano; sinds juli 2008 op de Werelderfgoedlijst
- Betuweroute (NL), van de Maasvlakte naar Zevenaar (niet te verwarren met de Betuwelijn, van Arnhem via Elst naar Dordrecht)
- Brennerspoorlijn (A, I), van Innsbruck naar Bolzano
- Flåmsbana (N), van Flåm naar Myrdal
- Gotthardspoorweg (CH), van Immensee (Schwyz) naar Chiasso
- Lötschberg- en Simplonspoorlijn (CH, I), van Spiez naar Brig en Domodossola
- Kanaaltunnel tussen Engeland en Frankrijk
- Miljoenenlijn Spoorlijnen tussen Kerkrade Centrum- Simpelveld - Maastricht en Aken.
- Nordlandsbanen (N), van Hell naar Bodø
- Semmeringspoorlijn (A), van Wenen naar Klagenfurt; sinds 1998 op de Werelderfgoedlijst
- Tauernspoorlijn (A), van Schwarzach-St. Veit naar Spittal
- Trans-Corsica spoorweg (F), van Bastia naar Ajaccio
- IJzeren Rijn (B, NL, D), van Antwerpen, via Roermond naar het Ruhrgebied

### Azië
- Trans-Siberische spoorlijn (Rusland), van Moskou naar Vladivostok, de langste spoorlijn ter wereld (1903, 9611 kilometer)
- Baikal-Amoerspoorweg (Rusland), van Tajsjet naar Sovjetskaja Gavan, parallel aan de Trans-Siberische spoorlijn (1930-1984, 4234 kilometer)
- Trans-Kaspische spoorlijn (Turkmenistan, Oezbekistan en Kazachstan)
- Trans-Mongolische spoorlijn (Mongolië), van Oelan-Oede (Rusland) naar Peking (China), aftakking van de Trans-Siberische spoorlijn (1940 - 1955, 1810 kilometer)
- Turkestan-Siberische spoorlijn (Oezbekistan, Kirgizië, Kazachstan en Rusland)
- Peking-Lhasa-spoorlijn, van Peking (China) naar Lhasa (Tibet), met 5076 meter de hoogst gelegen lijn ter wereld (2006, 2000 kilometer)
- Darjeelingspoorweg (India), Siliguri naar Darjeeling (1879, 88 kilometer); sinds 1999 op de Werelderfgoedlijst
- Dodenspoorlijn of Birmaspoorweg, van Nong Pladuk (Thailand) naar Thanbyauzayat in Myanmar (Birma) (1942-1945, 415 kilometer)
- Hidjazspoorweg, van Damascus naar Medina

### Noord-Amerika
- Transcontinental Railroad (Verenigde Staten), van de Atlantische kust via Omaha naar Sacramento (1869, 2700 kilometer)
- Canadian Pacific Railway (1855, 1600 kilometer)
- Chihuahua al Pacífico (Mexico), van Los Mochis naar Chihuahua over de Koperkloof (1961, 665 kilometer)
- Panamaspoorweg, van Colón naar Panama-Stad, eerste transcontinentale spoorweg tussen de Atlantische Oceaan en Grote Oceaan (1850-1855, 76 kilometer). Heeft later een rol gespeeld bij de aanleg van het Panamakanaal

### Zuid-Amerika
- Trans-Andesspoorweg (Chili & Argentinië), van Santa Rosa de Los Andes naar Las Cuevas (1887-1910, 71 kilometer)
- Lawaspoorweg (Suriname), van Paramaribo naar Sarakreek (1905-1912, 180 kilometer)
- Spoorlijn van Juliaca naar Cuzco (Peru), de op 1 na hoogste spoorlijn ter wereld (1908, 339 kilometer)

### Oceanië
- Trans-Australian Railway (Australië), van Port Augusta naar Kalgoorlie (1917, 1693 kilometer)

## Treinen
Dit zijn treindiensten die een bepaalde route volgen.

### Europa
- InterCityExpress Hogesnelheidslijnen binnen Duitsland, Frankfurt - Amsterdam, Aarhus - Hamburg, Berlijn - Kopenhagen.
- Eurostar (B-F-GB), hogesnelheidstreinen van Brussel en Parijs naar Londen via de Kanaaltunnel (1994)
- Flying Scotsman (GB), van Londen Kings Cross naar Edinburgh (1923, 650 kilometer)
- Glacier Express (CH), van Sankt Moritz naar Zermatt (1926, 279 kilometer)
- Moskou Expres (NL-D-PL-RUS), van Hoek van Holland naar Moskou (tot 23 mei 1993)
- Nikolajevski Expres (RUS), van Moskou naar Sint-Petersburg
- Nord Express (F-B-D-PL-RUS), van Parijs via Brussel, Keulen en Berlijn naar Sint-Petersburg
- Oriënt-Express, van Londen/Parijs naar Istanboel (1883, 3212 kilometer)
- Rheingold (NL-D-CH), van Hoek van Holland via Arnhem en Keulen naar Bazel
- Simplon Oriënt-Express, van London/Parijs naar Istanbul via de Simplontunnel in Zwitserland (1906, 3460 kilometer)
- Sud Express (F-E-P), van Parijs naar Lissabon
- Thalys - hogesnelheidstreinen tussen Parijs, Brussel, Keulen en Amsterdam
- Trans Europ Express (TEE) - netwerk van luxueuze binnenlandse en internationale sneltreinen in Europa (1957-1987)

### Azië
- Palace on Wheels (India), van Delhi naar Jodhpur (1982, 250 kilometer)
- Dogu Expres (Turkije), van Istanboel naar Kars (1936, 1944 kilometer)
- Nozomi (Japan), van Tokio naar Osaka (1965, 518 kilometer)
- Eastern & Oriental Express, van Singapore naar Bangkok (1909-1918, 1943 kilometer)
- Van Golu Expres, van Istanbul naar Teheran (1965, 3059 kilometer)
- Taurus Expres, van Istanbul naar Bagdad (1893, 2566 kilometer)
- Shinkansen Hogesnelheidslijnen binnen Japan

### Noord-Amerika
- The Canadian (Canada), van Toronto naar Vancouver (1954, 4467 kilometer)
- Empire Builder (USA), van Chicago naar Seattle (1901, 3575 kilometer)
- 20th Century Limited (USA), van Chicago naar New York (1902, 1600 kilometer)
- California Zephyr (USA), van Chicago naar San Francisco (1949, 4075 kilometer)
- The Chief (USA), van Chicago naar Los Angeles (1926, 3577 kilometer)
- San Juan Expres (USA), van Pueblo naar Victoria de Durango (1876, 534 kilometer)
- Coast Starlight (USA), van Seattle naar Los Angeles (1894, 2235 kilometer)

### Zuid-Amerika
- Tren a las Nubes (Argentinië), van Salta naar San Antonio de los Cobres (1948, 217 kilometer)

### Afrika
- Star of Egypt (Egypte), van Caïro naar Aswan (1908, 960 kilometer)
- Blue Train (Zuid-Afrika), van Kaapstad naar Pretoria (1910, 1607 kilometer)
- Pride of Africa, van Kaapstad, via Pretoria, Bulawayo en Hwange naar de Victoriawatervallen (1873, 3200 kilometer)
- Casablanca-Tanger Expres, van Casablanca (Marokko) naar Tanger (Marokko) (1915, 1778 kilometer)

### Oceanië
- The Ghan (Australië), van Adelaide via Alice Springs naar Darwin (2004, 2979 kilometer)
- Indian Pacific (Australië), van Perth via Adelaide naar Sydney,  (1970, 4352 kilometer)